# Manifestaciones en Ecuador de octubre de 2019
Las manifestaciones en Ecuador de 2019 fueron una ola de movilizaciones a nivel nacional realizadas a partir del 2 de octubre hasta el 13 de octubre de 2019, tras el anuncio de ciertas medidas económicas parte del gobierno de Lenín Moreno, y se desarrollaron como protestas en contra de las medidas y en contra del gobierno ecuatoriano. Desde el exterior, grupos de ecuatorianos se movilizaron a las embajadas y consulados del Ecuador en los respectivos países de residencia para sumarse a los eventos convocados por las distintas organizaciones sociales durante el tiempo señalado.
Tanto el Frente Unitario de Trabajadores (FUT), la Confederación de Nacionalidades Indígenas (CONAIE), y el Frente Popular (FP); que formaron la oposición al gobierno de Rafael Correa; así como también la Federación de Cooperativas de Transporte Público de Pasajeros (FENACOTIP) y grupos vinculados al Movimiento Revolución Ciudadana (MRC) declararon su adhesión y respaldo a las protestas contra Lenín Moreno; donde el grupo de opositores de Rafael Correa no aceptaron ninguna vinculación con el grupo liderado por el expresidente.
Mientras sucedieron las protestas, con intervención de la policía, en el país se suscitaron actos delictivos, similares a los acontecidos el 30 de septiembre de 2010, y con esa justificación, el gobierno declaró el estado de excepción. El 4 de octubre, la FENACOTIP abandono el paro. Mientras la CONAIE, FUT y FP continuaron con las marchas que se intensificaron en Quito mientras las fuerzas armadas comenzaban a resguardar la ciudad y el palacio de Carondelet, llegando en los últimos dos días al nivel de instaurase el toque de queda total sobre la capital.
Finalmente, el día 13 de octubre la reunión entre la CONAIE y el gobierno, mediada por las Naciones Unidas (ONU), consiguió la derogatoria del decreto 883 sobre la eliminación del subsidio a la gasolina. El Ministerio de Gobierno reportó que se aprehendieron 1330 personas, 435 policías resultaron heridos, 11 personas murieron y se suscitaron 132 bloqueos de carreteras.

## Antecedentes

### Huelgas de hambre

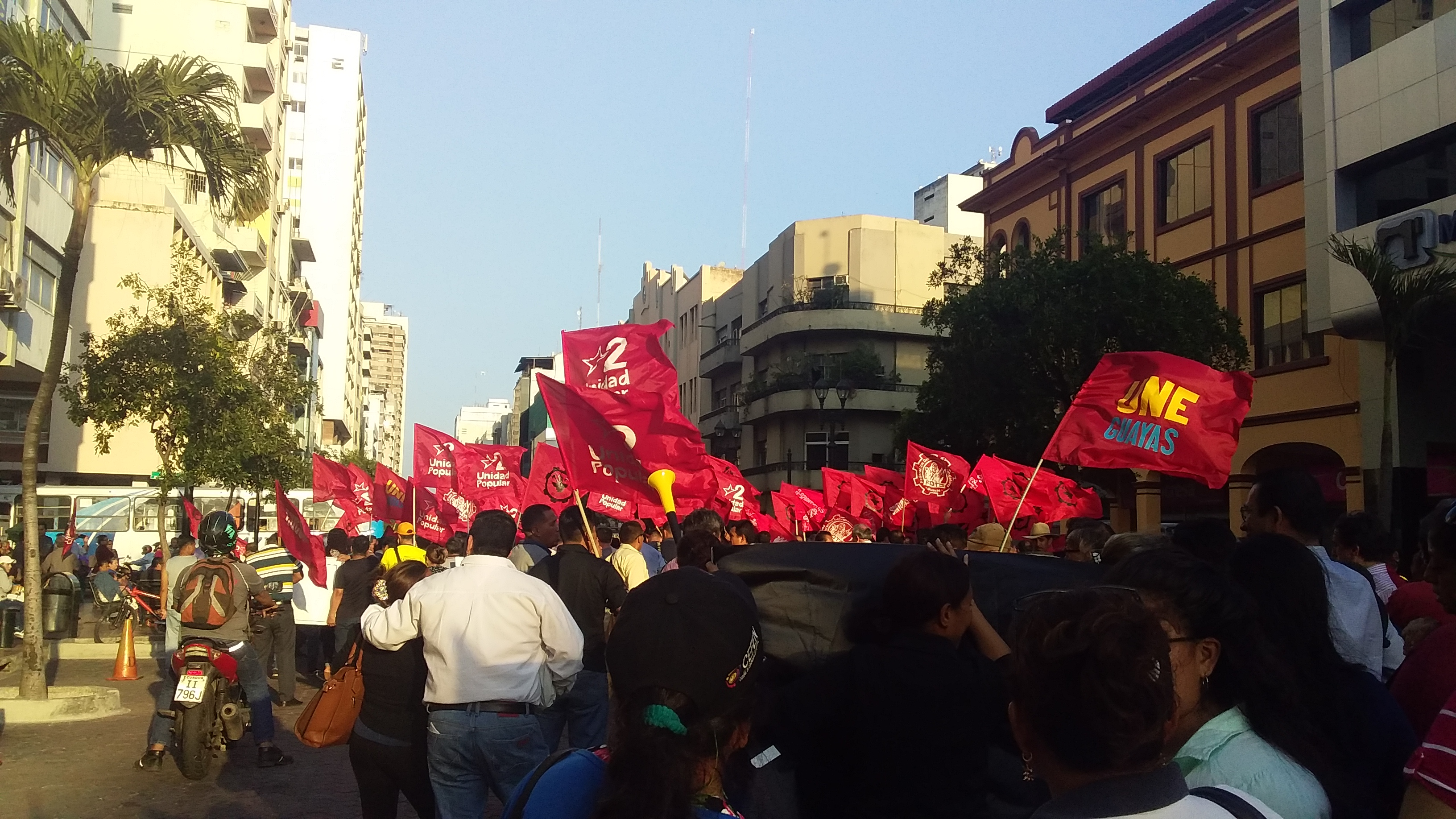
Protesta en Guayaquil durante la Jornada Nacional organizada por el Frente Unitario de Trabajadores (FUT), el 5 de septiembre.

El 23 de julio, en los exteriores del Palacio Legislativo en Quito, un grupo de maestros retirados iniciaron una huelga de hambre en exigencia del pago de sus compensaciones en efectivo. El 28 de julio, en Santo Domingo, y el 5 de agosto, en la plaza Vicente Rocafuerte de Guayaquil, la medida fue adoptada por un grupo de jubilados. Finalmente será el 6 de agosto que la medida será levantada tras acordar el pago de las compensaciones en bonos que podrían ser canjeados en el Banco del Instituto Ecuatoriano de Seguridad Social (IESS).
El 2 de septiembre, en el mismo sitio donde estuvieron los maestros de Guayaquil, empleados jubilados de la Corporación Nacional de Electricidad (CNEL) iniciaron una nueva huelga de hambre. Recibiría apoyo durante la movilización nacional del 5 de septiembre convocada por el Frente Unitario de Trabajadores (FUT), esta había sido organizada como preparación a una huelga nacional.

### Protestas en Carchi
El martes 24 de  septiembre empezaron las protestas en la provincia del Carchi contra lo que, consideran abandono por parte del gobierno de Ecuador. Las protestas serían respaldadas desde la prefectura de la provincia encabezada por Guillermo Herrera y las centrales sindicales. Las medidas adoptadas en esta protesta fueron plantones en la gobernación, marchas y bloqueos de vías. El paro sería levantado el 30 de septiembre tras acordarse doce compromisos con el gobierno.

## Medidas económicas

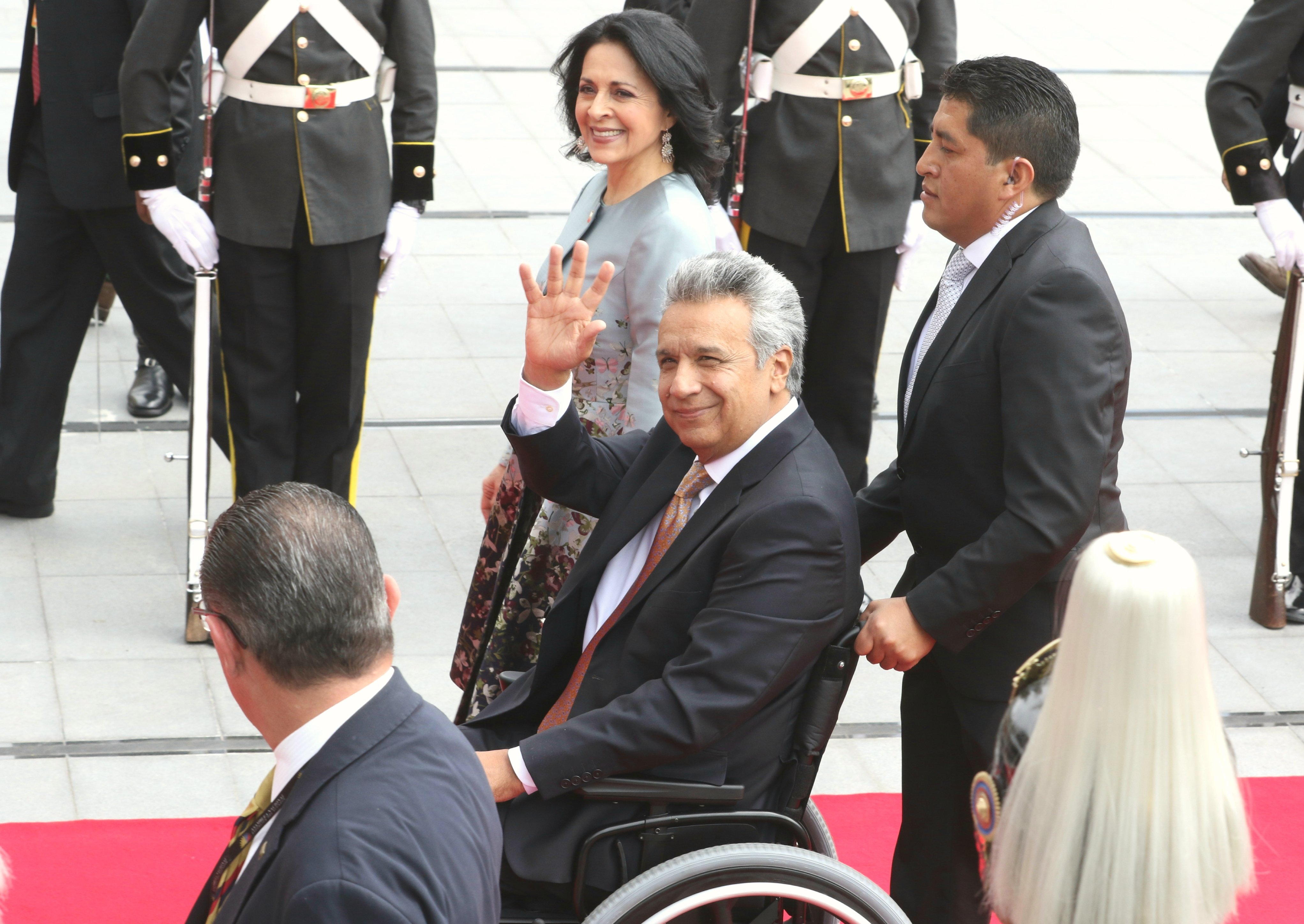
Lenín Moreno entrando al Palacio Legislativo para su posesión el 24 de mayo de 2017.

La noche 1 de octubre de 2019, Lenín Moreno anunció 6 medidas económicas y 13 propuestas de reforma en cadena nacional para estimular la economía del país. Con un discurso que inició declarando el no aumento del impuesto al valor agregado (IVA) el mandatario habló de que realizaría lo siguiente:
- La liberación del precio del diésel y la gasolina extra y ecopaís.
- La entrega de 15 dólares mensuales adicionales en bonos a 300 000 familias.
- La eliminación o reducción de aranceles para maquinaria y materias primas agrícolas e industriales.
- La eliminación de aranceles a la importación de dispositivos móviles
- La entrega de mil millones de dólares para créditos hipotecarios desde noviembre, a una tasa del 4,99%.
- La renovación de contratos ocasionales con 20% menos de remuneración.
- El despido de 23.000 burócratas.

Junto a ello anunció las reformas que serían enviadas a la Asamblea Nacional de Ecuador que estarían en temas como:
- La contribución durante tres años por parte de empresas que perciben ingresos superiores a 10 millones de dólares al año.
- Reducción del impuesto a la renta único para el banano.[31]
- La devolución automática de tributos al comercio exterior.
- La eliminación del anticipo del impuesto a la renta.
- La reducción a la mitad del impuesto a la salida de divisas (ISD) para materias primas, insumos para bienes de capital, según un listado.
- La reducción del impuesto a los vehículos de menos de 32.000 dólares para uso productivo.
- Las reducción de vacaciones para empleados públicos de 30 a 15 días al año, exceptuando a la fuerza pública y servicios sociales.
- La aportación de un día del salario cada mes a los trabajadores públicos.
- La aplicación de reformas laborales sobre nuevos contratos.
- La creación de nuevas modalidades de contratos para quien inicia un emprendimiento.
- La creación de una modalidad de contrato de reemplazo en caso de licencia de maternidad y paternidad y enfermedades catastróficas.
- Facilidades para teletrabajo.
- Nueva forma de jubilación patronal: empleadores incrementan aporte mensual en 2% para nuevos trabajadores, Ese valor podrá ser ahorrado en el Instituto Ecuatoriano de Seguridad Social (IESS) o en fondos privados.[32]

## Acontecimientos

### 2 de octubre
Las medidas recibieron al siguiente día el rechazo oficial de la Frente Unitario de Trabajadores (FUT), la Confederación de Nacionalidades Indígenas (CONAIE), el Frente Popular y Parlamento Laboral; quienes conjuntamente se declararon en resistencia, y anunciaron un paro y una serie de movilizaciones inmediatas contra esto. El mismo día, la Federación Nacional de Transportistas (FENACOTIP) anunció la paralización de las labores para el 3 de octubre, día en que se hizo efectivo el decreto 883 que eliminaba el subsidio a la gasolina.
El Partido Unidad Popular incluyó su rechazo a las medidas en una marcha en Quito realizada contra una supuesta eliminación de la organización por parte del Consejo Nacional Electoral (CNE). En la noche de ese día en Guayas, un grupo de manifestantes bloqueó el Puente de la Unidad Nacional en la sección que conecta a Durán con Samborondón, siendo arrestadas dos personas.

### 3 de octubre
Ante el paro de transportistas, el 3 de octubre, el gobierno suspendió las clases en escuelas y colegios. Mientras, en Quito y Guayaquil, los municipios garantizaron la fácil transportación de los ciudadanos con el uso de los servicios de transporte público municipales y, en el caso de la capital, la suspensión de la medida de restricción vehicular «Hoy No Circula», cosa que en Cuenca no hubo.
En Guayaquil, la Autoridad de Tránsito Municipal (ATM) velo por el normal desarrollo del tránsito, pero igualmente existió el bloqueo de los taxistas de las calles Machala y Brasil. En la tarde, la Metrovía terminó suspendiendo su servicio en la tarde ante el bloque de las vías del servicio y la falta de garantías; mismo acto realizaron locales comerciales en el centro ante la falta de seguridad. La Intendencia del Guayas suspendió todos los eventos de concurrencia masiva hasta el 6 de octubre tras una jornada en la que además de las protestas, existieron desmanes en sectores del sur de la ciudad como el Suburbio, Isla Trinitaria y el Guasmo, en los que se incluyeron saqueos a locales comerciales. En la noche la Federación Nacional de Transporte Pesado decidió no unirse al paro y entrar en diálogo con el gobierno.
En Quito, una marcha estudiantil inició en la Universidad Central con dirección al Palacio de Carondelet, terminando frente al cordón policial, que terminó usando su fuerza contra los manifestantes, destacándose en esto los daños físicos que sufrió Luis Tipantuña al recibir el impacto de una bomba lacrimógena en el ojo, perdiendo este. Las protestas duraron hasta la noche, el poder policial, dispersó a los manifestantes hasta el hospital Eugenio Espejo y sus alrededores. En el Aeropuerto Internacional Mariscal Sucre se terminaron cancelando algunos vuelos ante la incapacidad de los pasajeros de llegar al aeropuerto por el bloqueo de la Ruta Viva que la conecta con la capital. Por otro lado, estudiantes de la Universidad San Francisco de Quito intentaron detener el paro en Cumbayá al tratar de apagar las llantas que los taxistas habían prendido fuego, siendo agredidos por los taxistas y amenazados con palos y piedras. En la noche del 3 de octubre se atacaron varias ambulancias incluidas las de la Cruz Roja Ecuatoriana.
En Cuenca, la marcha de jóvenes llegó al Parque Abdón Calderón, lugar donde la Cámara de Transporte de Cuenca llamó a las organizaciones sociales para que hagan sus pronunciamientos. La falta de transporte llevó en distintas ciudades a que las personas cooperen entre sí con sus autos, entre ellos destaca el deportista Jefferson Pérez que usó su auto para tal acto por Cuenca.
En Manta, Montecristi, Jaramijó y Santo Domingo;los accesos a las ciudades fueron bloqueados por taxistas y en Loja los andenes de la terminal terrestre estuvieron vacíos. El saldo de las protestas de este día fue el de 350 detenidos, entre manifestantes y delincuentes, en los que estaría incluido Marlon Santi, coordinador de Pachakutik, y Jairo Gualinga, dirigente de Juventudes de la Confederación de Nacionalidades Indígenas (CONAIE); así como también 35 heridos.

### 4 de octubre

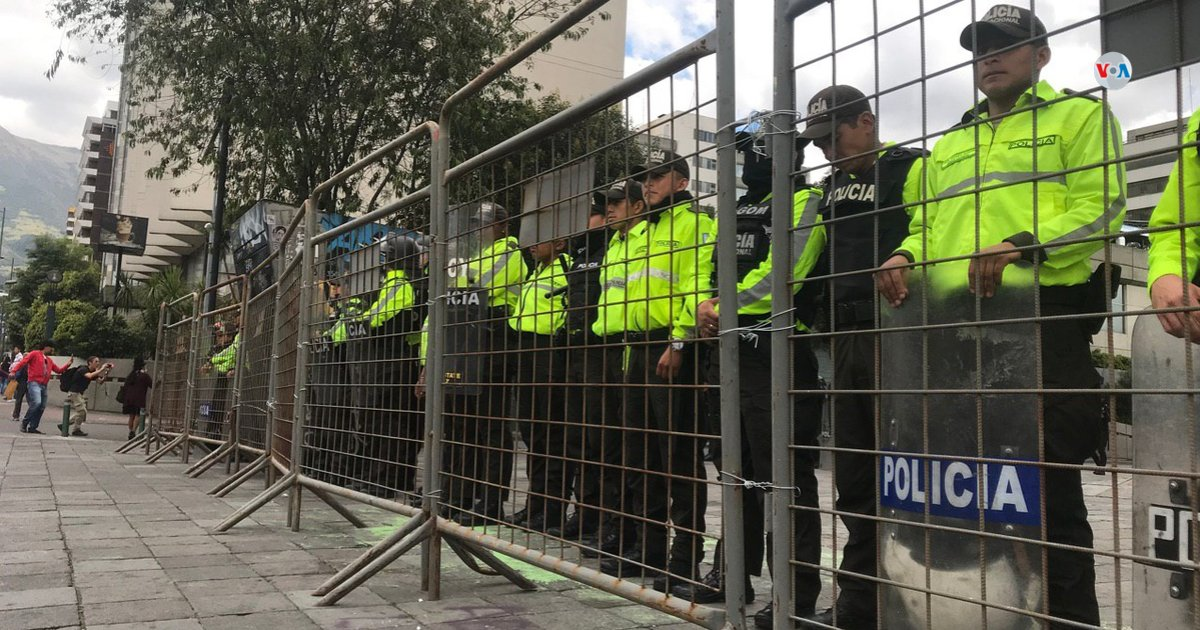
Cerco policial en un sitio de Quito.

Desde la mañana existió presencia militar y policial en varios sectores del país, tanto para prevenirse ante protestas como para apoyar en la prestación de servicios de transporte.
En Ambato, el anuncio de una marcha indígena llevó al cercamiento de la gobernación de Tungurahua, que al producirse llevó a enfrentamientos con la policía que el Movimiento Indígena de Tungurahua (MIT) aseguró que fueron provocados por infiltrados. En Cotopaxi, los indígenas y campesinos de Pujilí, Saquisilí y Salcedo ingresaron a la centro de Latacunga tras reunirse en el centro de Pujilí. En Cuenca, una marcha llegó hasta el Complejo Judicial de Cuenca ante la detención de Mesías Vicuña y Manolo Solís, dirigentes de los transportistas. Mientras, en Manabí, se mantiene el bloqueo de las vías a las principales ciudades de la provincia. En Imbabura, los indígenas detendrán a un grupo de policías que supuestamente estaban reprimiendo. En Cayambe, las manifestaciones terminaron desembocando en la intervención militar usando balas de goma hacia los manifestantes, que llevó a su vez a la respuesta de estos con daños hacia dos buses militares. En Guayaquil, hubo en la tarde una manifestación que dejaría desmanes en la Avenida 9 de octubre.
Por el lado de los transportistas, estos anunciaron el fin de su paro para iniciar el diálogo con el gobierno, pidiendo a este la liberación de sus compañeros y la alza de la tarifas de transporte interprovincial y provincial. Mientras el Frente Unitario de Trabajadores, el Frente Popular y la Confederación de Nacionalidades Indígenas anunciaron que iban a continuar con la «radicalización de la protesta» y la huelga general para el 9 de octubre.

### 5 de octubre

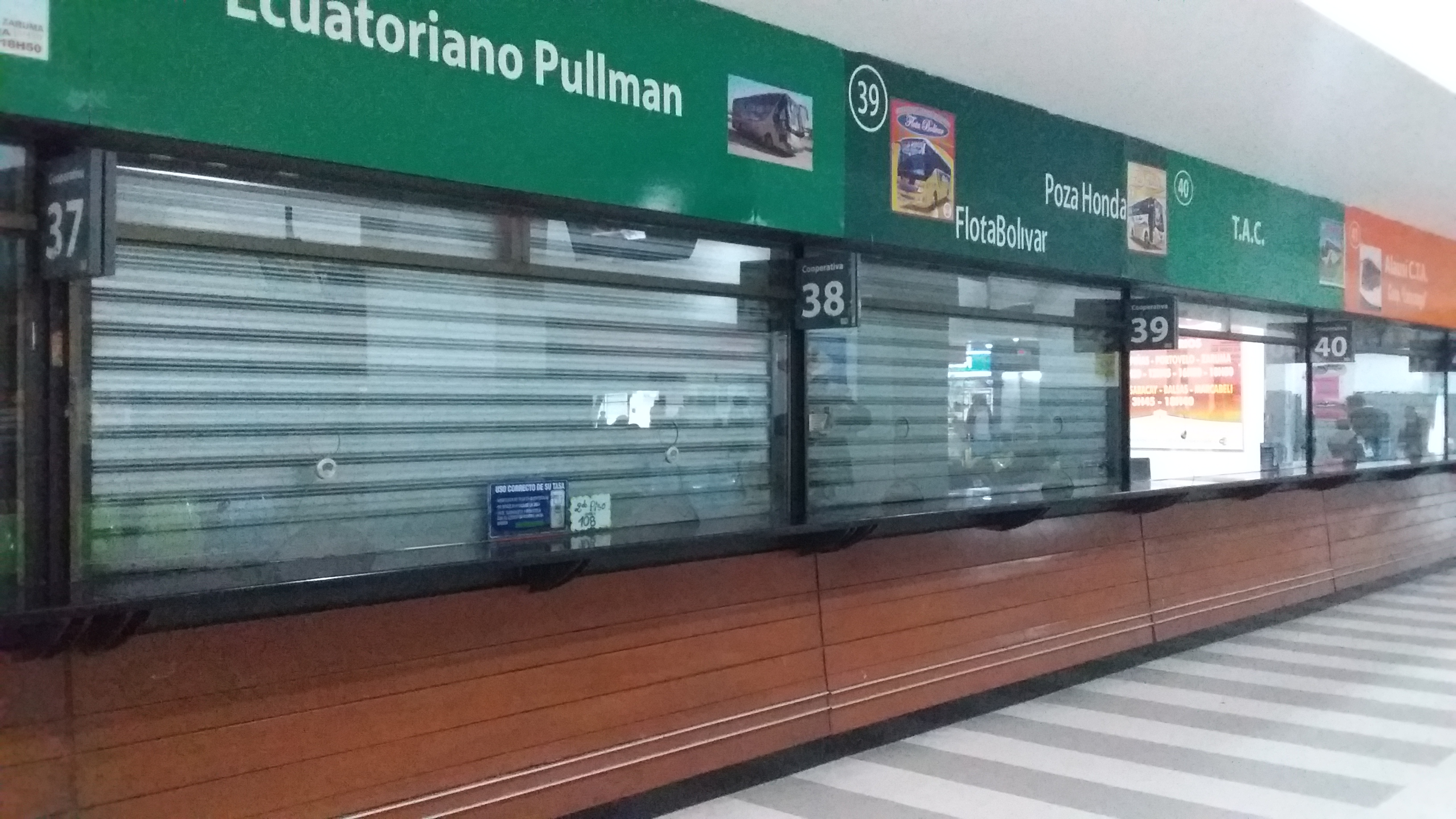
Puntos de venta de pasaje cerrados en la Terminal Terrestre de Guayaquil ante falta de buses interprovinciales por el cierre de vías

En las ciudades, la circulación del transporte continuo irregular junto al de algunos transportes interprovinciales e intercantonales por vías que aún no podían ser usadas. En Riobamba, los mercados y locales comerciales permanecieron cerrados por temor a saqueos, más tarde, sucedieron manifestaciones mientras existía resguardo policial sobre la Gobernación. En la vecina provincia de Cotopaxi el Movimiento Indígena y Campesino de Cotopaxi (MICC) anunció el cierre indefinido de vías, hecho que se replica en las provincias de Cañar, Azuay y Loja con tres vías interprovinciales del austro ecuatoriano cerradas. El cerro Pilishurco de Tungurahua se mantiene ocupado por indígenas, impidiendo la transmisión de las radios de frecuencia modulada (FM) en Ambato.
Tras el fin del paro de transportistas el día anterior, la Agencia Nacional de Tránsito (ANT) estableció un techo máximo de 32% para el incremento de las tarifas del transporte intra e interprovincial.
Por la noche la Confederación de Nacionalidades Indígenas (CONAIE) decretó un «estado de excepción» para el territorio indígena, anunciando la retención del personal de la fuerza pública para que sean sometidos a la justicia indígena. Tales retenciones ya venían sucediendo en lugares como Alausí donde 47 militares permanecen retenidos hasta la llegada de la gobernadora.

### 6 de octubre
El Municipio de Quito suspendió el ciclopaseo dominical para garantizar la movilidad y la seguridad vial en la ciudad. Por la mañana, la vía Riobamba-Ambato-Quito estuvo habilitada al tránsito vehicular, hasta que militantes del Movimiento Indígena de Cotopaxi empezaron a congregarse en el sector de Panzaleo, lo que llevó a que se envíe contingente policial al lugar para evitar el cierre. En la vía Cuenca-Molleturo se registra el primer muerto, Raúl Chilpe, atropellado por un conductor qué intentó cruzar a la fuerza esta vía cerrada por manifestantes.
Mientras en el Municipio de Guayaquil, Cynthia Viteri anuncia que se abstendrá de realizar el incremento al precio del transporte cantonal, a lo que le siguen algunas municipalidades, mientras en otros alcaldes, como Lucía Sosa en Esmeraldas, rechazan tal incremento; sin embargo en algunos transportes ya habían realizado el incremento por lo cual en Quito se iniciaron operativos de control. Por la noche, los ministros María Paula Romo de Gobierno y Oswaldo Jarrín de Defensa realizaron una cadena para denunciar la supuesta existencia de fake news.

### 7 de octubre

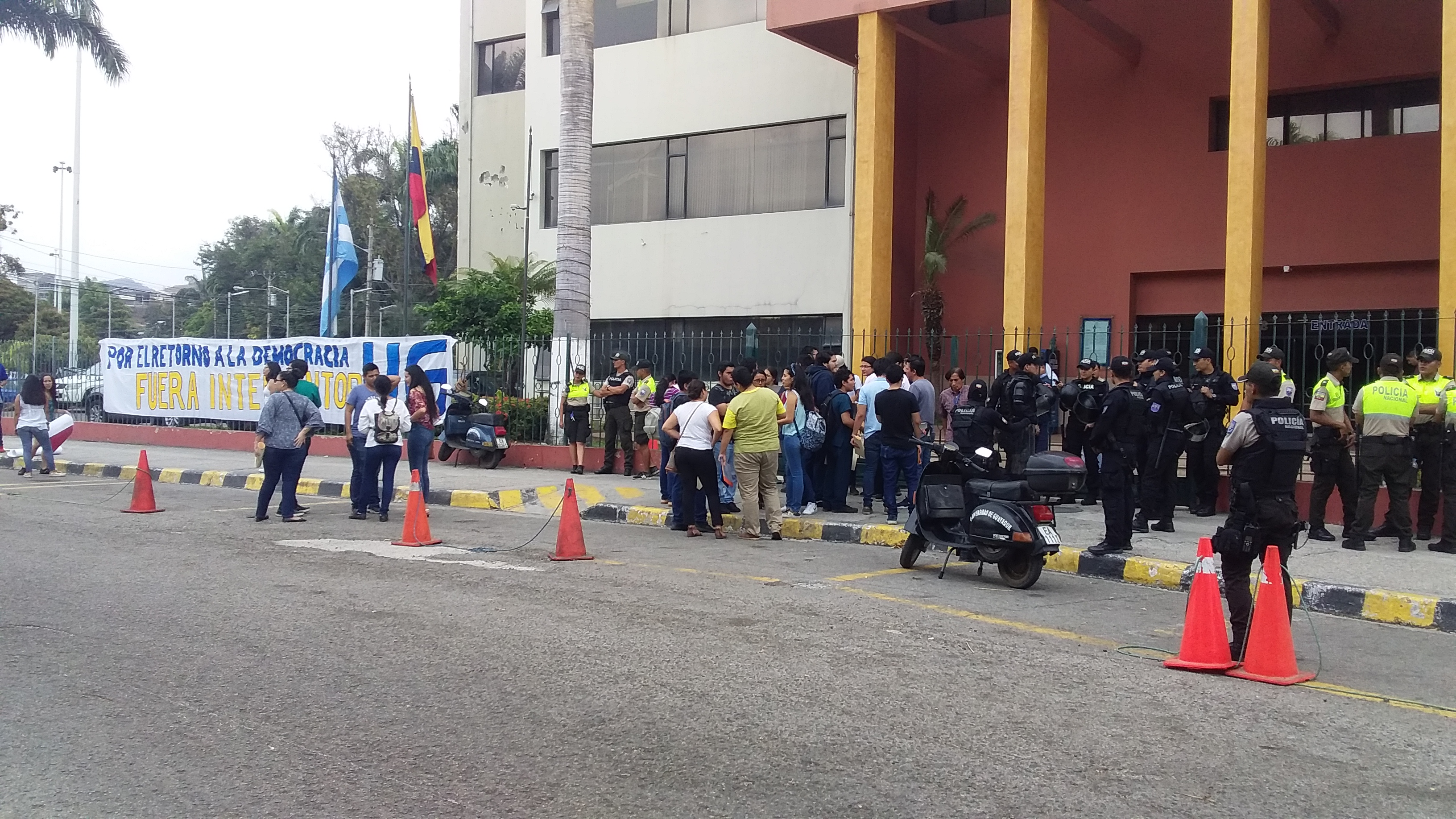
Plantón contra la administración de Roberto Passailaigue en la Universidad de Guayaquil en conjunto con las medidas económicas

El gobierno suspendió las clases en la región Sierra ante las movilizaciones indígenas.  Esto mientras el servicio de transporte permanecía sin ser regularizado y la marcha indígena se acercaba a Quito. Lenín Moreno continúa llamando al diálogo con organizaciones indígenas rechazó el retiro de las medidas, mientras la el Frente Unitario de Trabajadores, el Frente Popular y la Confederación de Nacionalidades Indígenas (CONAIE) anuncian que aceptaran diálogo si se eliminan estas, e indica sobre la llegada de 20 000 indígenas a la capital.
En Guaranda, el edificio de la gobernación de Bolívar es ocupado indígenas y campesinos de la Federación de Organizaciones Campesinas de Bolívar tras ir por las oficinas del Ministerio de Transporte y Obras Públicas (MTOP), la Prefectura, la Alcaldía, el Ministerio de Educación, el Cuerpo de Bomberos y otras entidades, donde sumaron a los funcionarios a su grupo. En Quito, los indígenas rompieron el cerco militar y policial y avanzaron por la avenida Maldonado en el sur de la ciudad
En Sucumbíos se detuvo a al asambleísta Yofre Poma. al prefecto provincial Amado Chávez y a otras 7 personas tras haber paralizado la actividad de un campo petrolífero por 2 horas y 20 minutos, debido al fuero de corte que cuenta el asambleísta Poma, fueron trasladados todos los acusados a Quito para la audiencia de formulación de cargos en la Corte Nacional de Justicia frente al juez David Jacho, que fue el designado, por sorteo, para llevar a cabo la diligencia. La Fiscalía General del Estado los acusa del delito de Paralización de Servicio Público, así como Petroecuador presentó una denuncia formal en la Fiscalía de Sucumbíos por el delito de sabotaje en contra de las personas que fueron detenidas, además de los intentos de paralizar una actividad estratégica.
En Cotopaxi e Imbabura sucedieron actos delincuenciales sobre zonas de producción de leche, papel, yogur, flores y otros; en las que se incluye la fábrica de Parmalat y 18 fincas de los sectores Lasso y Cotacachi. Por la noche, la Contraloría General fue atacada, hecho ante el cual Pablo Celi, el contralor, rechazó que haya sido una acción del movimiento indígena y las organizaciones sociales. En el Puente de la Unidad Nacional, se crea un cerco militar y policial mientras el presidente Moreno se traslada a la ciudad de Guayaquil donde realiza una cadena nacional en la que anuncia el traslado de la sede de gobierno a la urbe porteña.

### 8 de octubre

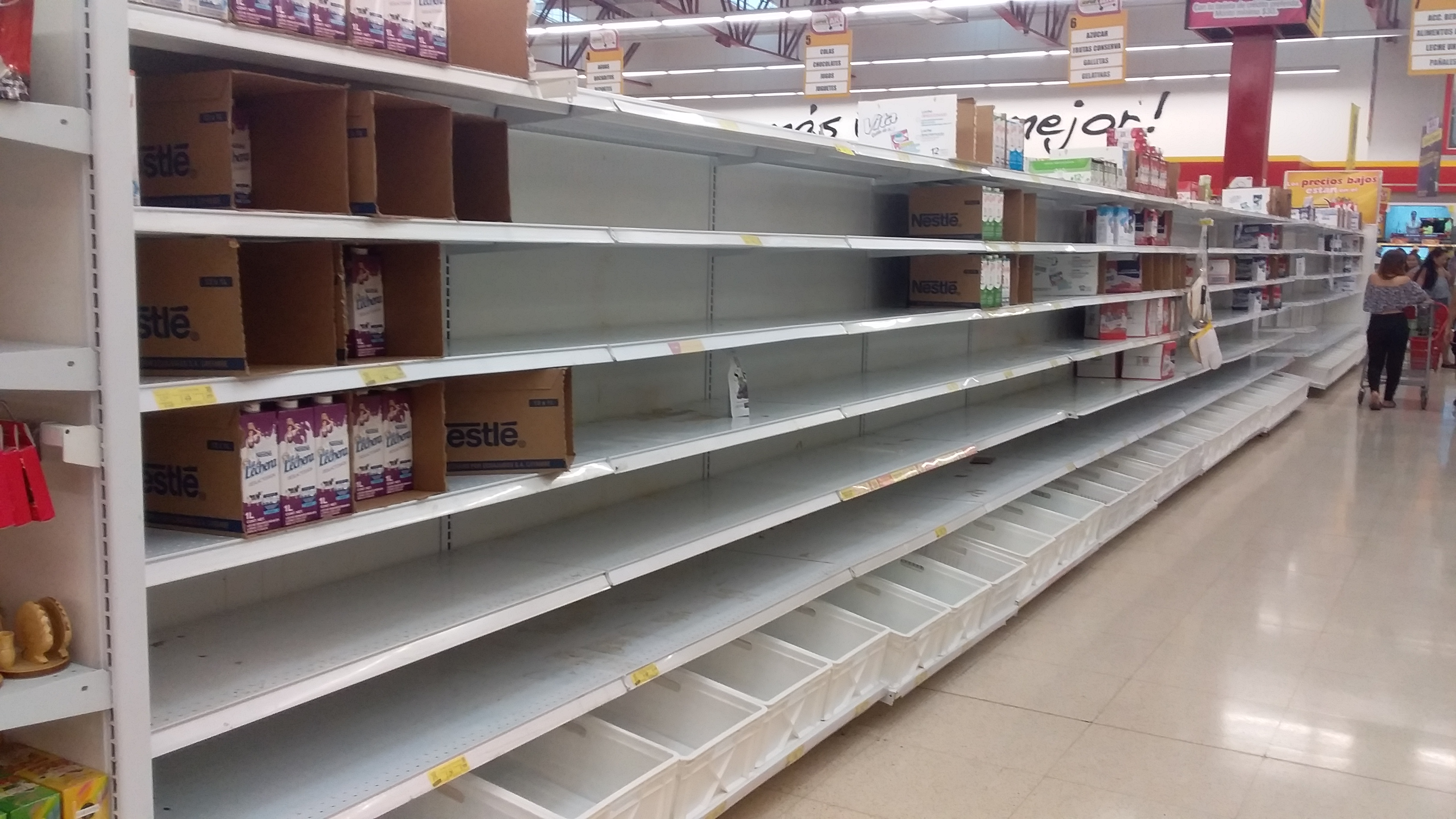
Desabastecimiento de supermercados en el norte de Guayaquil.

Nuevamente se suspendieron las clases a nivel nacional. En Quito, los indígenas desayunaban en el parque el Arbolito, más tarde, la Confederación de Nacionalidades Indígenas (CONAIE) y sus aliados continuarán buscando que se los deslinde de los simpatizantes de Rafael Correa. Por la mitad del día, el Palacio Legislativo fue tomado por manifestantes por algunos minutos, mientras en la Avenida de los Shyris se organizó una manifestación contra las marchas y el paro nacional. En Chimborazo y Pastaza fueron tomadas sus respectivas gobernaciones provinciales, algo que también sucedió con las de Morona Santiago en Macas y la de Napo en Tena.
En Portoviejo, continua sin el servicio de taxis y buses urbanos como parte del paro nacional de transportistas. También se presenció el cierre de vías principales así como el cierre del terminal terrestre de la capital de los manabitas.
En Guayaquil, se organizó una reunión entre representantes de las funciones del estado y una cadena nacional donde hablaría Pablo Celi la declaración final de esta reunión, en la cual los reunidos señalan su respaldo al diálogo. En Quito, por la noche, la policía ingresara al Parque el Arbolito donde los manifestantes indígenas planeaban hacer su campamento, pero serían desalojados de allí por lo cual se trasladaron a las universidades Politécnica Salesiana y Pontificia Universidad Católica del Ecuador.
Por estos días en algunos mercados y centros comerciales del país se comenzó a evidenciar el desabastecimiento de productos, sumando al aumento de precios y a la especulación, causando aún más caos y confusión ante la situación del país. Quito, Guayaquil y Cuenca son algunas de las ciudades afectadas por la situación.

### 9 de octubre

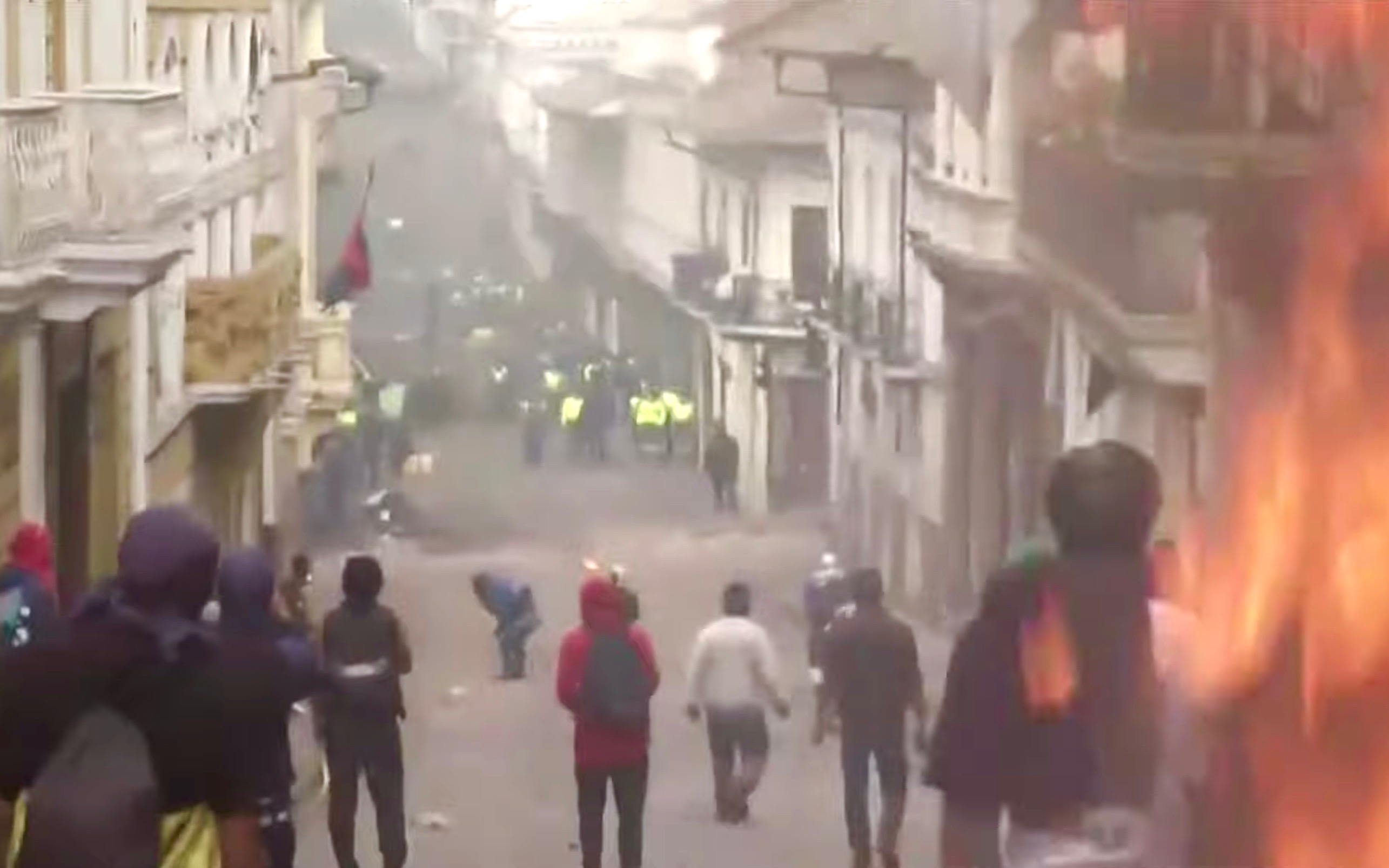
Centro histórico de Quito el 9 de octubre durante la huelga nacional.

El día en que se conmemoraba 199 años de la Independencia de Guayaquil se suspendieron las actividades que se realizarían por tal motivo. El día anterior, Jaime Nebot y Cynthia Viteri anunciaron la organización de la «Marcha por la Paz» contra las movilizaciones, esta contramarcha se dio inicio en las primeras horas de la tarde en el Parque Centenario. A su vez, el Frente Unitario de Trabajadores y el Frente Popular pretendían realizar una marcha en el mismo lugar como parte de la huelga nacional que habían previsto estas organizaciones, la cual terminó siendo dispersada, aunque más tarde grupos de manifestantes continuaron intentando tomar la Avenida Nueve de Octubre.
En Quito, la movilización de las organizaciones sociales e indígenas continuó sin poder entrar al centro histórico. Al menos un policía resultó herido como resultado del impacto de una bomba molotov que le causó quemaduras de entre segundo y tercer grado, mientras se encontraban conteniendo el avance de manifestantes en la intersección de las calles Guayaquil y Sucre. Por la noche la policía dispersó con bombas lacrimógenas a los indígenas del Parque El Arbolito y de las universidades Politécnica Salesiana y la Pontificia Universidad Católica del Ecuador, siendo en las últimas horas que las redes sociales de la Confederación de Nacionalidades Indígenas (CONAIE) anunció que existían muertos acusando al presidente Moreno y a sus ministros Romo y Jarrín de la represión. En rueda de prensa, la ministra Romo pidió disculpas públicas y prometió que no volvería a repetirse este hecho.
En Cañar, una nueva gobernación fue tomada por los manifestantes, siendo ya 6 las que han sido tomadas por los manifestantes.
Debido a la falta de garantías de seguridad y el ataque a las ambulancias y personal de Cruz Roja Ecuatoriana. La Cruz Roja decidió suspender temporalmente su servicio de ambulancia en todo el país.

### 10 de octubre

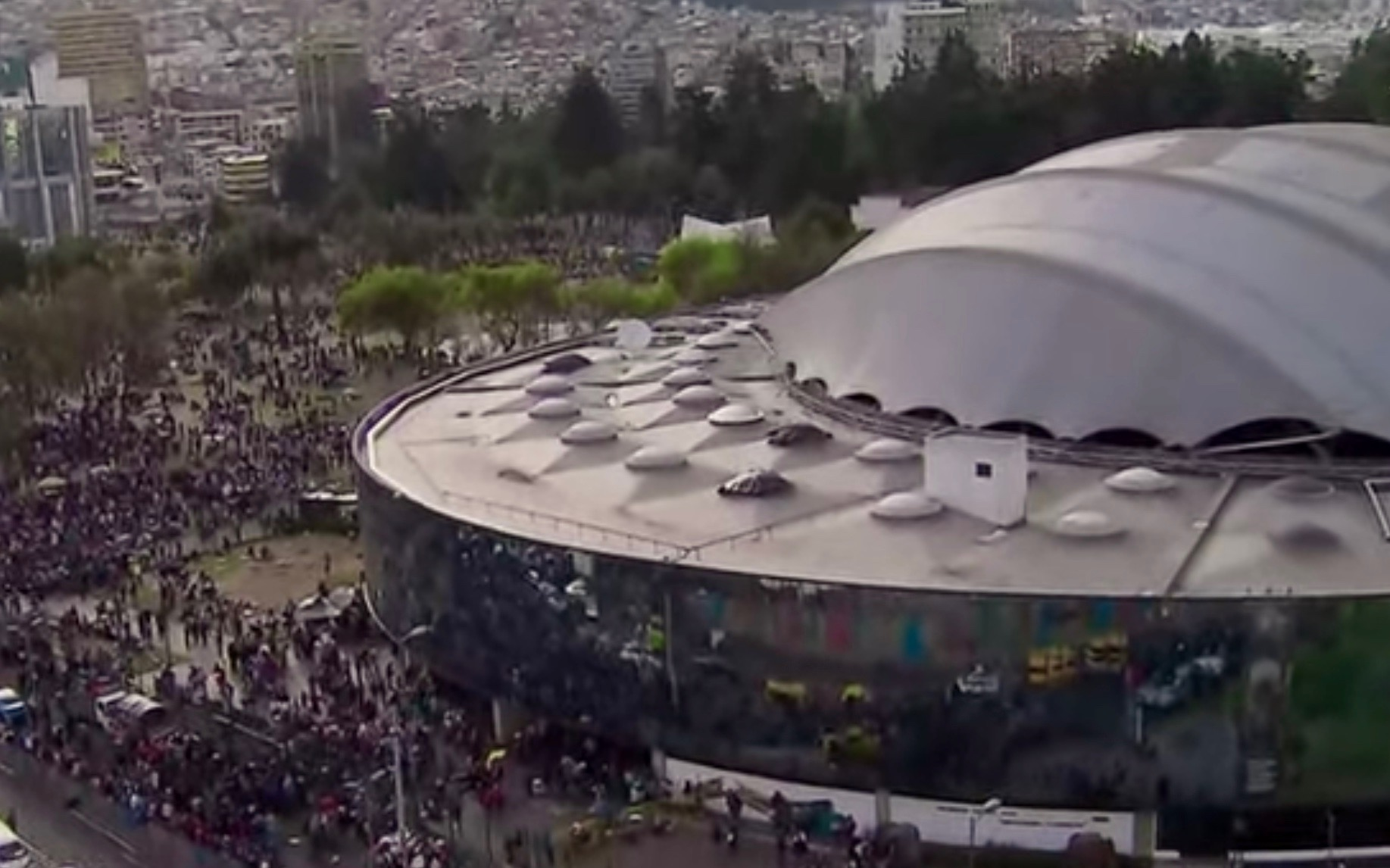
Casa de la Cultura Ecuatoriana durante las manifestaciones

En la Ágora de la Casa de la Cultura Ecuatoriana en Quito, los indígenas retuvieron a 8 policías, solicitando al de más antiguo que se contactara con el comandante de la policía para que se detenga la represión y derogue el decreto 883, y el presidente de la Confederación de Nacionalidades Indígenas (CONAIE), Jaime Vargas, exigió la entrega de cuerpos de 3 manifestantes que se encontrarían en el Hospital Eugenio Espejo. En el mismo lugar se realizaron ceremonias fúnebres para los manifestantes fallecidos como el dirigente indígena de Cotopaxi, Inocencio Tucumbi. En el lugar estuvieron 31 periodistas, quienes de acuerdo con la CONAIE «no están secuestrados, están con el pueblo para garantizar el derecho a la información», esto mientras la Ágora era cerrada como una medida de seguridad. Anunciaron que radicalizaban las protestas y exigieron a las Fuerzas Armadas que dejaran de apoyar al Presidente de la República. A la salida el periodista de Teleamazonas, Freddy Paredes, fue agredido con una piedra que le fue lanzada a la parte posterior de la cabeza.
En Ambato, la gobernación provincial de Tungurahua fue tomada por los manifestantes. En Cuenca, el prefecto provincial, Yaku Pérez Guartambel, organizó una asamblea popular, a su vez que la Unidad Popular de esa provincia denuncian la supuesta persecución del subdirector nacional del partido, Sebastián Cevallos. Como en Quito, en la noche en Saraguro, la nacionalidad homónima dio un homenaje a los manifestantes fallecidos, anunciando que se dirigiran a la capital, mientras el cantón se hallaba estaban cerradas con tierra y troncos de árboles.
En las inmediaciones del Aeropuerto Mariscal Sucre, como parte de la llegada del Vicepresidente de la República, se realizó un operativo de control que terminó con la detención de 17 personas que, de acuerdo con la ministra de gobierno, María Paula Romo, contaban con información sobre la movilización del Presidente y Vicepresidente de la República, sumado a que varios de ellos no contaban con la documentación necesaria para determinar su identidad, por lo que se realizó la detención y se espera a la audiencia de flagrancia.
La Cruz Roja reactiva su servicio de ambulancias e inicia varias difusiones en redes sociales y prensa sobre los principios fundamentales del movimiento y la labor del personal humanitario.

### 11 de octubre
La circulación en el Puente de la Unidad Nacional fue relativamente normalizada tras terminar el cierre realizado por el gobierno como medida de seguridad, lo que permitió a ciertas cooperativas intercantonales e interprovinciales laborar en la Terminal Terrestre de Guayaquil. En Quito, el Ministerio de Gobierno creó una «zona de protección» cerca de universidades que son ocupadas por los indígenas, que comprende las calles y avenidas Patria, Madrid, 12 de Octubre, Gran Colombia, Toledo y Queseras de Medio.
Un grupo de indígenas se separó de la marcha principal en Quito realizada por la CONAIE hacia el Centro Histórico y trató de ingresar a la Asamblea Nacional, con el primer uso de voladores siendo repelidos por la policía montada, mediante el uso de gas lacrimógeno. Grupos indígenas de la Región Amazónica ingresaron a la capital para integrarse a las movilizaciones allí.

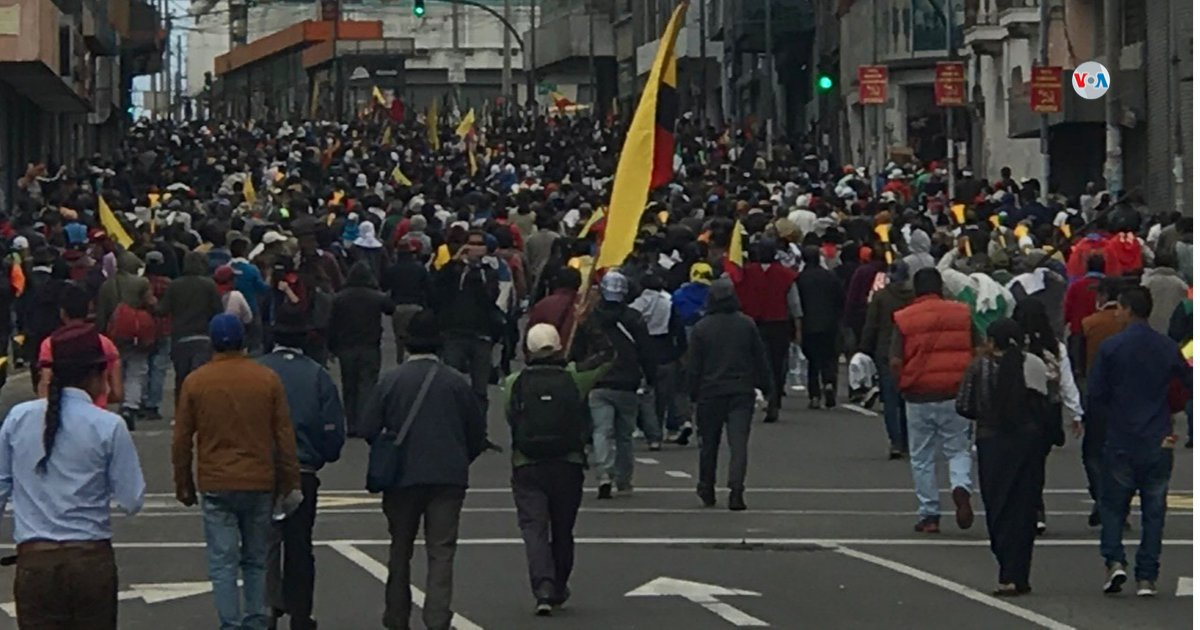
Manifestantes marchando hacia el centro de Quito

En Guayaquil, un grupo de alcaldes en los que se incluye el de Quito, Jorge Yunda, y Raúl Delgado, alcalde de Paute y presidente de la Asociación de Municipalidades (AME),se reunieron con el presidente Moreno para intentar iniciar un diálogo, declarando que buscarán el cese de las manifestaciones para que este inicie. El llamado al diálogo de esta vez generó expectativa al informarse que Salvador Quishpe entregó un documento de la CONAIE a mediadores de Naciones Unidas (ONU), mas las redes sociales de la CONAIE anunciaron que solo Jaime Vargas representaba a la institución, a la vez que declaraba que si aceptaban el diálogo bajo las condiciones de la revisión o derogatoria del decreto 883.

### 12 de octubre
Llamado por las organizaciones sociales y los partidos de izquierda que apoyan a las manifestaciones como el Día de la Resistencia Indígena y Popular, en el país continuaron las protestas, en conjunto con conmemoraciones por la fecha en cuestión. En Guayas, ante el feriado del 9 de octubre, el gobernador Pedro Pablo Duart invitó a los comerciantes, dueños de restaurantes y centros de esparcimiento nocturno a trabajar con normalidad durante estos días de feriado, mientras en toda la región litoral se anunció que se había normalizado servicio en las rutas. En Quito, el aeropuerto mantuvo las operaciones abiertas, mientras las vías Ruta Viva y Ruta Collas eran habilitadas.
En Quito, en las primeras horas de la madrugada, la policía atacó con gases lacrimógenos y perdigones durante las primeras horas del día a los manifestantes que descansaban en las inmediaciones de la Asamblea Nacional, lugar en el que el día también sucedieron las manifestaciones. Mientras transcurrían las protestas sucedieron incidentes en las sedes de Teleamazonas, El Comercio y la Contraloría General. Tras ello, Lenín Moreno decretó un toque de queda sobre el Distrito Metropolitano de Quito, comenzando desde las 15:00, mientras en el resto del país, el toque de queda se mantuvo como antes. Previamente indicó que revisaría el decreto que eliminaba los subsidios, tras la Confederación de Nacionalidades Indígenas (CONAIE) anunciar que aceptaban el diálogo directo, a lo que también se integró el Frente Unitario de Trabajadores (FUT) y el Frente Popular (FP). En el Aeropuerto Tababela se desviaron los vuelos hacia la ciudad Guayaquil. Con esta nueva medida de Moreno, por la noche, los manifestantes convocaron a un cacerolazo, mientras la Casa de la Cultura permanecía rodeada por personal de la fuerza pública.
En Guayaquil, existieron 3 manifestaciones. La FUT, la CONAIE, el FP y Unidad Popular (UP) organizaron una de mañana y otra de tarde por la zona de la Avenida Nueve de Octubre entre el Parque Centenario y la plaza de la Iglesia de San Francisco, lo que generó que exista fuerte presencia militar y policial. En el Parque Centenario inició una marcha que se dirigió hacia el Gobierno Zonal de Guayaquil en la Avenida Francisco de Orellana, esta acción motivó que el presidente se traslade al Edificio del ECU911 en La Puntilla, donde realizó una nueva cadena nacional, a su vez que la Francisco de Orellana era cerrada.

### 13 de octubre
La ciudad de Quito amaneció bajo el toque de queda que duró hasta la tarde, cuando el gobierno suspendió la medida para que los dirigentes de la Confederación de Nacionalidades Indígenas (CONAIE) puedan movilizarse al punto de encuentro. En la mañana, en la sede del ECU911 en La Puntilla, el vicepresidente Otto Sonnenholzner  se reunió con alrededor de 10 organizaciones sociales, incluida la Confederación Intercultural de Pueblos y Nacionalidades (Amaru) y la Asociación de Negros.
La reunión en la CONAIE y el gobierno sucedió de noche en la ciudad de Quito, tras la cual se consiguió la derogatoria del decreto 883, que finalmente quedaría sin efecto a primera hora del martes 15 de octubre.
Esa misma noche los dirigentes indígenas hicieron un llamado a la paz en las calles y habilitación de las vías del país.

## Consecuencias

### Edificaciones afectadas, fallecidos y heridos
Los enfrentamientos entre los protestantes y las fuerzas del orden, quienes denunciaron agresiones extremas mutuas dejaron como resultado afectaciones a los bienes públicos, entre ellos, la quema del edificio de la Contraloría General del Estado, donde reposaba la documentación de presuntos casos de corrupción del gobierno anterior. La Defensoría del Pueblo indicó que en total el número de fallecidos en las protestas han sido de 8 personas, mientras el Ministerio de Gobierno indica que seis de tales muertes sucedieron producto de accidentes de tránsito. Algunos nombres de los fallecidos serían los de Raúl Chilpe, Marco Otto, José Daniel Chaluisa, Inocencio Tucumbi, José Rodrigo Chaluisa, Vega Caizaguano y Silvia Marlene Mera. Igualmente la Defensoría definió 1340 heridos, mientras el ministerio definió 1507 en los cuales estarían 435 miembros policiales. De estos heridos la mayoría se hallarían en la provincia de Pichincha.
Agregado a esto las redes sociales de la Confederación de Nacionalidades Indígenas (CONAIE) indicaron anteriormente la existencia de casi 108 desaparecidos.

### Arrestos y acusaciones
Dentro de las protestas, la Defensoría del Pueblo indicó que existieron 1192 detenidos, señalando a las provincias de Pichincha, Guayas y Tungurahua, como aquellas con el mayor número de detenidos. Mientras el Ministerio de Gobierno redujo el número a 1330, de las cuales, 57 serían extranjeros y la ministra María Paula Romo reiteró que la mayoría habían sido liberados en 24 horas. El ministerio además recordó la retención de 202 policías en contra de su voluntad.
El 13 de octubre, la Fiscalía General del Estado procedió a detener a la exalcaldesa de Durán, Alexandra Arce, por presunta asociación ilícita en relación con los actos vandálicos suscitados durante las manifestaciones. Asimismo, al día siguiente, se detuvo a Paola Pabón, prefecta de Pichincha, con fines investigativos, encontrando sustancias sujetas a fiscalización luego del allanamiento del domicilio de la política. Desde diversos sectores se habla también de detenciones con fines políticos. Estos hechos motivaron la búsqueda de asilo en la embajada de México por parte de un grupo de dirigentes del Movimiento Revolución Ciudadana (MRC).
El 16 de octubre, el asambleísta Fabricio Villamar informó que denunció en la Fiscalía al prefecto de Azuay, Yaku Pérez Guartambel, por participar en las movilizaciones dentro en el recinto del Palacio Legislativo, anunciando la conformación de un parlamento popular. Igualmente, los dirigentes Jaime Vargas, Agustín Casiqueando, Leonidas Iza, Carlos Sucuzhañay, Manuel Chugchilan, Mesías Tatamuez, y Luis Alfonso Morales han sido acusados por la retención de un grupo de policías y periodistas en la Casa de la Cultura Ecuatoriana.
A su vez la Fiscalía indicó que realizaría las investigaciones sobre los daños a la propiedad sucedidos en la ciudad de Quito. Mientras la Defensoría del Pueblo dio inicio a una comisión especial para la investigación de actos de violación de derechos humanos.
Se registraron ocho personas asesinadas y 1340 heridos en estas jornadas, como lo reportó la Defensoría del Pueblo y varios medios de comunicación.

### Percepción de los medios y las organizaciones sociales
Los grupos que participaron en las protestas de octubre señalaron una parcialización de los grandes medios de comunicación, frente a lo cual existió un sector de la población que terminará por informarse desde las redes sociales y medios internacionales. Algunos de los medios más criticados sería Teleamazonas, señalado que durante las protestas emitían Bob Esponja, esto sería visto como una causa para la agresión de Freddy Paredes y el incendio de la sede del canal en Quito. Entre las organizaciones sociales, la Juventud Revolucionaria (JRE) sugirió usar como medio de información a un grupo de medios digitales considerados independientes, así como también la redes oficiales de la Confederación de Nacionalidades Indígenas (CONAIE) y las del Partido Comunista Marxista Leninista (PCMLE), acusando a los medios tradicionales de mentir. De misma forma, María Paula Romo señaló que se estaba desinformando por medio de las redes sociales, indicando tendencias en Twitter proveniente de Venezuela y la difusión de las protestas en vivo por el cadena RT.
Tras las protestas, el 9 de diciembre, el Frente Popular (FP) denunciara ante la Defensoría del Pueblo los actos de "estigmatización" de los indígenas por parte de medios de comunicación y a las organizaciones involucradas en las protestas. En la denuncia se incluyeron expresiones consideradas racistas como las realizadas por Anderson Boscán de La Posta que también fueron denunciadas desde el Consejo Nacional para la Igualdad de Pueblos y Nacionalidades (CNIPN).
Igualmente, a las organizaciones sociales involucradas se las comenzó a señalar como "golpistas" y cercanas al correísmo, esto principalmente sucede con la CONAIE y su presidente Jaime Vargas, destacándose como una muestra de ello los hechos del 14 de noviembre en Guayaquil donde un grupo de manifestantes rechazó su presencia en la Casa de la Cultura-Núcleo Guayas en un evento organizado por la Unidad Popular (UP), con carteles que además daban apoyo a Cynthia Viteri y Jaime Nebot.

### Impacto económico
El 17 de enero de 2020 el Banco Central del Ecuador (BCE) informó unas perdidas calculadas en 821,68 millones de dólares del total 701 millones corresponden a ventas, mientras que los daños contra bienes muebles e inmuebles suman 120 millones.

## Resultados

### Diálogo

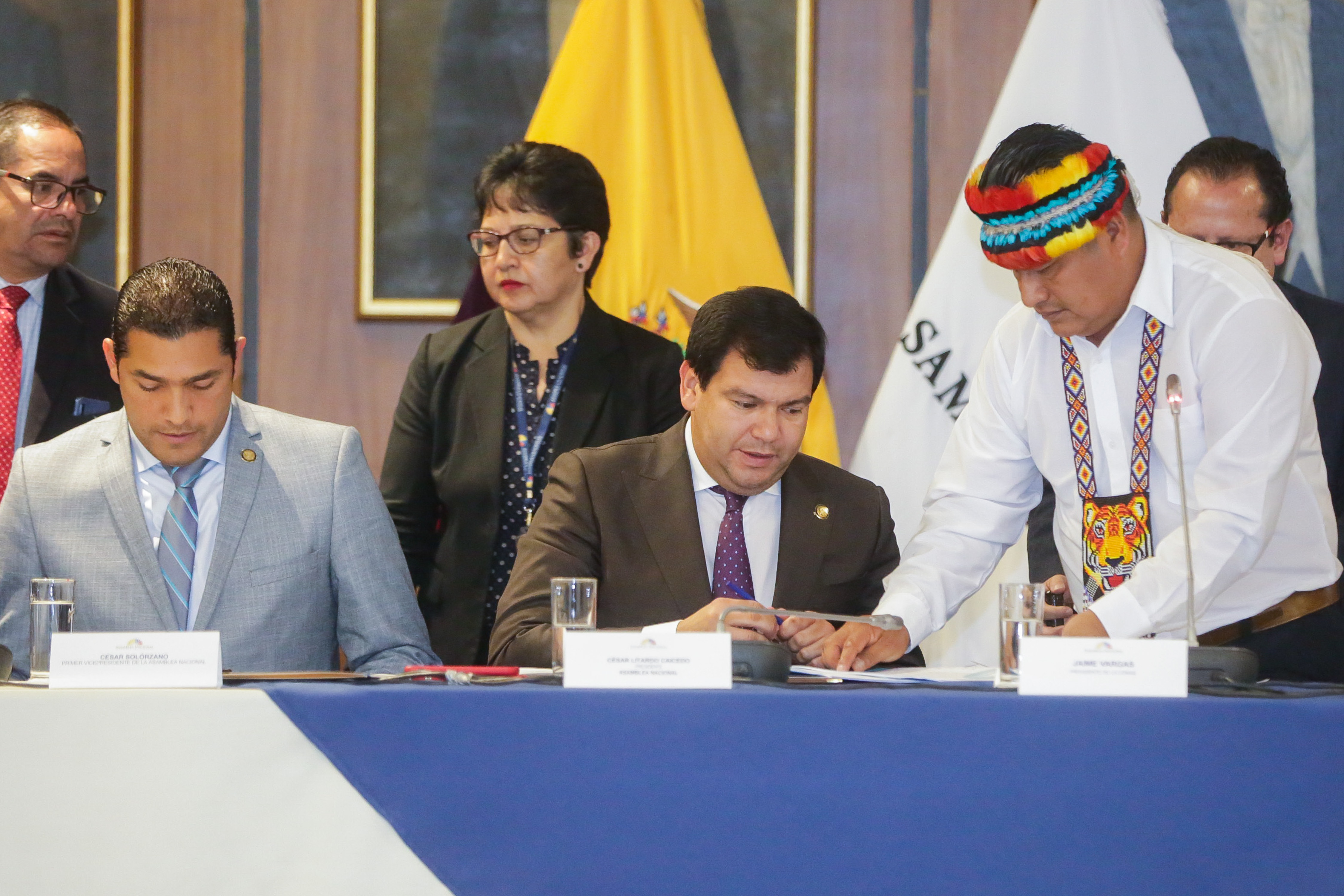
Entrega a la Asamblea Nacional de la propuesta del Parlamento Popular el 6 de noviembre.

El diálogo con la Confederación de Nacionalidades Indígenas (CONAIE) inició oficialmente con la derogación del decreto 883. El Frente Unitario de Trabajadores (FUT) y el Frente Popular (FP) buscó estar en la reunión mas las Naciones Unidas (ONU) indicaron que el presidente Moreno buscaba realizar otra reunión con esta organización, siendo planificada una mesa de diálogo el 15 de octubre que sería pospuesta, ante lo cual la FUT y FP llamaron a una nueva marcha para el 30 de octubre,lo cual llevó al presidente a anunciar que no dialogará con esta organización. Mientras la CONAIE ha buscado en su diálogo la renuncia de los ministros María Paula Romo de Gobierno y Oswaldo Jarrín de Defensa por su accionar durante las protestas, algo que para el presidente Moreno ha quedado como una sugerencia de la que el tendría la decisión final.
Para el 30 de octubre, CONAIE llama al "Parlamento Popular de Pueblos y Organizaciones Sociales", que al día siguiente entregó un programa económico alternativo al secretario de la Presidencia, José Augusto Briones, en la sede de la Conferencia Episcopal Ecuatoriana (CEE). Mientras en el Palacio de Carondelet, el presidente Moreno mostraba su disgusto por la falta de la presencia de la CONAIE en la reunión y que hayan elaborado un programa fuera de la mesa de diálogo.

### Comisión y nuevo decreto
Originalmente se esperaba un nuevo decreto entre el 13 y 15 de octubre, sin embargo el secretario de la Presidencia, José Augusto Briones, informó al público que se requieren de estudios para focalizar subsidios, estudios aún no disponibles.

## Reacciones

### Nacionales

#### Organismos del Estado
- Defensoría del Pueblo: Condena la violencia policial e indica la supuesta existencia de detenidos fuera de las unidades de flagrancia.[182]
- Fiscalía General del Estado: Informó a la ciudadanía sobre la tipificación de la paralización de servicios públicos como un delito.[183]
- Consejo de Participación Ciudadana: En un comunicado solicita al gobierno la revisión de las medidas tomadas, a su vez que pide el respeto de los derechos y la libertad de expresión. Finalmente se ofrece como mediador entre las partes enfrentadas.[184]
- Concejo Cantonal de Cuenca: 10 de los 15 concejales señalaron su rechazo a las medidas económicas junto con el rechazo al vandalismo y a la violencia, y a la exigencia de liberar a detenidos.[185]

#### Otros organismos
- Comisión Ecuménica de Derechos Humanos: Rechazo al uso del excesivo de la fuerza por parte de la Policía en contra de manifestantes y exige a María Paula Romo la investigación de los actos.[182] 8
- Cruz Roja Ecuatoriana: Rechazo a los actos de violencia sobre sus ambulancias y personal. Además suspendió temporalmente el servicio de ambulancias por falta de garantías de seguridad, el cual fue reactivado poco tiempo después.[186][187]
- Conferencia Episcopal Ecuatoriana: Hace un llamado al diálogo entre empresarios, políticos y gremios.[188]
- Comité Permanente por la Defensa de los Derechos Humanos (CDH): Realiza un informe general sobre las vulneraciones de Derechos Humanos ocurridas en el paro.[189]

#### Personajes
- Jaime Nebot: Critica las medidas y calificó al Fondo Monetario Internacional (FMI) como una «agencia cobradora». Califica de ineficaz fórmula de Petroecuador para fijar el precio del combustible.[190] Convoca a marcha en "defensa de la democracia".[191]
- Guillermo Lasso: Rechazó las manifestaciones, hizo llamados al diálogo, y calificó a algunos actos de cierta clase de "terrorismo", felicitó a transportistas y sugirió a la Confederación de Nacionalidades Indígenas (CONAIE) y a Unidad Popular (UP) a adherirse a la decisión de dialogar.[192][193][194]
- Leonidas Iza: Líder de la comunidas indígena. Criticó las medidas económicas, y del acuerdo con el Fondo Monetario Internacional.[195]

### Internacionales

#### Gobiernos
- Estados Unidos: Michael Kozak, subsecretario de Estado para asuntos del Hemisferio Occidental manifestó que «Estados Unidos sigue de cerca los recientes acontecimientos en el país, rechazan la violencia como una forma de protesta política», al mismo tiempo que reconocían las dificultades de las decisiones tomadas por el gobierno ecuatoriano y llamó a la estabilidad, la defensa de la democracia y la seguridad.[196]
  - El secretario de Estado, Mike Pompeo expresó su apoyo al gobierno de Moreno «en sus esfuerzos por institucionalizar prácticas democráticas y aplicar reformas económicas necesarias», a la vez que aseguró que los Estados Unidos seguirán trabajando en colaboración con el presidente ecuatoriano en apoyo a la democracia, la prosperidad y la seguridad, además señalaron estar al tanto y vigilantes de «las alegaciones de la implicación de actores externos en estas protestas».[197]
- Canadá: La embajadora de Canadá en Ecuador, Sylvie Bédard tras las primeras reuniones con el canciller ecuatoriano, José Valencia, respaldó el orden democrático instituido y llamó al diálogo, rechazando cualquier intento de desestabilización o violencia civil.[198]
- México: El gobierno mexicano en un comunicado oficial expresa «su preocupación por el desarrollo de los graves sucesos que han tenido lugar en Ecuador y hace un llamado a respetar el Estado de Derecho y los derechos humanos», así mismo, condenó la violencia civil y la represión de la fuerza pública desmedida, por último exhortó al diálogo y a la resolución pacífica del conflicto solidarizándose con el pueblo ecuatoriano.[199]

- Venezuela: 
  - Nicolás Maduro señaló en Twitter su solidaridad ante las medidas de los manifestantes, y tomó de forma burlesca las acusaciones de Moreno sobre su supuesta participación en el intento de desestabilización de su gobierno, y acusa al FMI.[200][201]
  - Juan Guaidó valoró en Twitter al gobierno de Moreno «por mantener y fortalecer la República e instituciones de Ecuador» y calificó manifestaciones como las de un «grupo financiado por los cómplices de Maduro» que buscaría «acabar con la estabilidad del país».[202]
- España: Ministerio de Asuntos Exteriores expresa su preocupación y valora el llamamiento al diálogo.[203]
- Perú: Martín Vizcarra expresó su apoyo al presidente Moreno y calificó a las movilizaciones de «intento de desestabilización».[204]
- Chile: Sebastián Piñera manifiesta en Twitter su total apoyo al presidente Moreno.[205]
- Argentina, Brasil, Colombia, Guatemala, Paraguay y Perú: En un comunicado conjunto manifestaron su rechazo a la violencia acontecida en el país, llamaron al diálogo para generar acuerdos y respaldaron las medidas tomadas por Moreno para la estabilización económica[206][207]
- El Salvador: En Twitter, el presidente Nayib Bukele anunció que no ha emitido ningún comunicado sobre Ecuador ante las noticias circuladas por el Ministerio de Relaciones Exteriores de Colombia sobre que si existió tal, sobre el cual la Cancillería Colombiana anunció que la lista de países que se emitió como firmantes del documento originalmente incluía a El Salvador, pero que fue corregido posteriormente.[208]

#### Organismos supranacionales
- Alta representación de la Unión Europea para Asuntos Exteriores y Política de Seguridad: su dignataria, Federica Mongherini, urgió «A todos los actores a la moderación, recordando que las protestas sociales dentro de la ley son legítimas, pero deben seguir siendo respetuosas y legítimas», al mismo tiempo que alabó la voluntad y esfuerzo de la Iglesia católica (Conferencia Episcopal Ecuatoriana) y de las Naciones Unidas para consensuar el diálogo pertinente.

- Comisión Interamericana de Derechos Humanos: Señala su «preocupación por uso excesivo de la fuerza por la Policía en Ecuador, como evidencian imágenes de represión a las protestas sociales».[182] Lanza informe corroborando el uso excesivo de la fuerza en el contexto del paro nacional de octubre.[209]
- Oficina del Alto Comisionado de las Naciones Unidas para los Derechos Humanos: Expresa su preocupación por los hechos de violencia declarando el deber de la policía de identificar elementos violentos en las protestas y aislarlos. Declara igualmente que las autoridades deben garantizar el derecho a la manifestación siendo aplicada la fuerza bajo los principios de los principios de legalidad, necesidad, proporcionalidad y responsabilidad.[210]
- Fondo Monetario Internacional: Apoyo a las medidas implantadas y anuncio de que continuaran su colaboración con el gobierno.[211] Al finalizar el diálogo público con los representantes de algunas organizaciones de los pueblos y nacionalidades indígenas del Ecuador y que tras ello, el gobierno y dichos representantes pudieran anunciar el fin de las movilizaciones el 13 de octubre, el FMI mostró públicamente su apoyo a que se forjaran puentes de diálogo con todos los sectores sociales involucrados para construir acuerdos que aborde los desafíos económicos del país mientras se proteja a dichos sectores.[212] Gita Gopinath, economista jefe de la organización, también celebró que este diálogo se lleve a cabo, en la misma tónica que se pronunció el organismo.[213]
- Organización de los Estados Americanos: Condenó los actos de violencia, incluida la retención de miembros de la fuerza pública, llamando al diálogo y al respeto al presidente Moreno, rechazando cualquier golpe de Estado.[214]

#### Otros
- Amnistía Internacional: Declaró que el presidente Moreno debe garantizar el respeto a los derechos humanos de manifestantes, rechazando la decisión de usar a las Fuerzas Armadas.[215]
- Partido Comunista de México (Marxista-Leninista): Apoyo a las movilizaciones contra las medidas económicas.[216]
- Nuevo Perú: Se solidariza con la movilización y condena violencia policial, pidiendo un pronunciamiento de la Cancillería del Perú.[217]

- Organización Nacional Indígena de Colombia: Expresó su solidaridad con los pueblos nativos y sectores populares de Ecuador.[218]
- Unidad Popular por el Socialismo del Brasil: Apoyo a las movilizaciones y saludos al Partido Comunista Marxista Leninista (PCMLE), a la JRE, a la Confederación de Nacionalidades Indígenas (CONAIE) y a Unidad Popular (UP).[219]
- Fuerza Alternativa Revolucionaria del Común: Expresó su apoyo hacia las movilizaciones contra las medidas económicas.[220]
- Madres de Plaza de Mayo: Expresan su solidaridad con los manifestantes, repudiando la represión y dedicando su marcha al pueblo ecuatoriano.[221]
- Comité Internacional de la Cruz Roja:Rechazó el ataque hacia las ambulancias de Cruz Roja en Ecuador.[222]
- Federación Internacional de Sociedades de la Cruz Roja y Media Luna Roja:Rechazó el ataque hacia las ambulancias de Cruz Roja y recordó que el personal humanitario,ambulancias y voluntarios no son un objetivo.[223]

- Proyecto musical Alza tu voz: A raíz de las manifestaciones de octubre se crearon proyectos musicales que unieron artistas para cantarle a la paz, a la unión y a la no violencia, uno de ellos fue "Alza tu voz", liderado por la activista Abigail Tobar de la productora Ditokado KF.